# Stylopathes americana
Stylopathes americana är en korallart som först beskrevs av Duchassaing och Giovanni Michelotti 1860.  Stylopathes americana ingår i släktet Stylopathes och familjen Stylopathidae. Inga underarter finns listade i Catalogue of Life.